# Стрибки у воду на Чемпіонаті світу з водних видів спорту 2011
Змагання зі стрибків у воду на Чемпіонаті світу з водних видів спорту 2011 тривали з 16 липня до 24 липня в Спортивному центрі «Схід» у Шанхаї (Китай). Китайські стрибуни у воду вибороли всі 10 золотих нагород.

## Дисципліни
Змагання в індивідуальних дисциплінах складалися з попереднього раунду, півфіналів і фіналів. Порядок виступів спортсменів у попередньому раунді визначався випадковим вибором за допомогою комп'ютера. 18 стрибунів з найвищими оцінками потрапляли до півфіналу, де так само визначалися 12 фіналістів.

## Розклад
| Дата          | Час   | Раунд                                                     |
| ------------- | ----- | --------------------------------------------------------- |
| 16 липня 2011 | 10:00 | синхронний трамплін, 3 метри (жінки), попередній раунд    |
| 16 липня 2011 | 13:00 | трамплін, 1 метр (чоловіки), попередній раунд             |
| 16 липня 2011 | 17:15 | синхронний трамплін, 3 метри (жінки), фінал               |
| 17 липня 2011 | 10:00 | синхронна вишка, 10 метрів (чоловіки), попередній раунд   |
| 17 липня 2011 | 13:00 | трамплін, 1 метр (жінки), попередній раунд                |
| 17 липня 2011 | 17:05 | синхронна вишка, 10 метрів (чоловіки), фінал              |
| 18 липня 2011 | 10:00 | синхронна вишка, 10 метрів (жінки), попередній раунд      |
| 18 липня 2011 | 14:00 | трамплін, 1 метр (чоловіки), фінал                        |
| 18 липня 2011 | 17:15 | синхронна вишка, 10 метрів (жінки), фінал                 |
| 19 липня 2011 | 10:00 | синхронний трамплін, 3 метри (чоловіки), попередній раунд |
| 19 липня 2011 | 14:00 | трамплін, 1 метр (жінки), фінал                           |
| 19 липня 2011 | 17:05 | синхронний трамплін, 3 метри (чоловіки), фінал            |
| 20 липня 2011 | 10:00 | вишка, 10 метрів (жінки), попередній раунд                |
| 20 липня 2011 | 14:00 | вишка, 10 метрів (жінки), півфінал                        |
| 21 липня 2011 | 09:00 | трамплін, 3 метри (чоловіки), попередній раунд            |
| 21 липня 2011 | 14:00 | трамплін, 3 метри (чоловіки), півфінал                    |
| 21 липня 2011 | 17:15 | вишка, 10 метрів (жінки), фінал                           |
| 22 липня 2011 | 10:00 | трамплін, 3 метри (жінки), попередній раунд               |
| 22 липня 2011 | 14:00 | трамплін, 3 метри (жінки), півфінал                       |
| 22 липня 2011 | 17:05 | трамплін, 3 метри (чоловіки), фінал                       |
| 23 липня 2011 | 10:00 | вишка, 10 метрів (чоловіки), попередній раунд             |
| 23 липня 2011 | 14:00 | вишка, 10 метрів (чоловіки), півфінал                     |
| 23 липня 2011 | 17:05 | трамплін, 3 метри (жінки), фінал                          |
| 24 липня 2011 | 16:05 | вишка, 10 метрів (чоловіки), фінал                        |

## Таблиця медалей
*   Країна-господарка (Китай)
| Місце               | Країна              | Золото | Срібло | Бронза | Загалом |
| ------------------- | ------------------- | ------ | ------ | ------ | ------- |
| 1                   | Китай*              | 10     | 4      | 0      | 14      |
| 2                   | Росія               | 0      | 2      | 1      | 3       |
| 3                   | Німеччина           | 0      | 1      | 3      | 4       |
| 4                   | Австралія           | 0      | 1      | 1      | 2       |
| 4                   | Канада              | 0      | 1      | 1      | 2       |
| 6                   | США                 | 0      | 1      | 0      | 1       |
| 7                   | Мексика             | 0      | 0      | 2      | 2       |
| 8                   | Італія              | 0      | 0      | 1      | 1       |
| 8                   | Україна             | 0      | 0      | 1      | 1       |
| Загалом (9 збірних) | Загалом (9 збірних) | 10     | 10     | 10     | 30      |

- Рекорд(*)

## Медалі за дисциплінами

### Чоловіки
| Дисципліна                   | Золото                        | Золото | Срібло                                  | Срібло | Бронза                                             | Бронза |
| ---------------------------- | ----------------------------- | ------ | --------------------------------------- | ------ | -------------------------------------------------- | ------ |
| Трамплін, 1 метр             | Лі Шисінь (CHN)               | 463.90 | Хе Мінь (CHN)                           | 444.00 | Павло Розенберг (GER)                              | 436.50 |
| Трамплін, 3 метри            | Хе Чун (CHN)                  | 554.30 | Ілля Захаров (RUS)                      | 508.95 | Євген Кузнецов (RUS)                               | 493.55 |
| Вишка, 10 метрів             | Цю Бо (CHN)                   | 585.45 | Девід Бодая (USA)                       | 544.25 | Саша Кляйн (GER)                                   | 534.50 |
| Синхронний трамплін, 3 метри | Цінь Кай (CHN) Ло Юйтун (CHN) | 463.98 | Ілля Захаров (RUS) Євген Кузнецов (RUS) | 451.89 | Яель Кастільйо (MEX) Хуліан Санчес (MEX)           | 437.61 |
| Синхронна вишка, 10 метрів   | Цю Бо (CHN) Хуо Лян (CHN)     | 480.03 | Патрік Гаусдінґ (GER) Саша Кляйн (GER)  | 443.01 | Олександр Горшковозов (UKR) Олександр Бондар (UKR) | 435.36 |

### Жінки
| Дисципліна                   | Золото                          | Золото | Срібло                                    | Срібло | Бронза                                   | Бронза |
| ---------------------------- | ------------------------------- | ------ | ----------------------------------------- | ------ | ---------------------------------------- | ------ |
| Трамплін, 1 метр             | Ши Тінмао (CHN)                 | 318.65 | Ван Хань (CHN)                            | 310.20 | Таня Каньотто (ITA)                      | 295.45 |
| Трамплін, 3 метри            | У Мінься (CHN)                  | 380.85 | Хе Цзи (CHN)                              | 379.15 | Дженніфер Абель (CAN)                    | 365.10 |
| Вишка, 10 метрів             | Чень Жолінь (CHN)               | 405.30 | Ху Ядань (CHN)                            | 394.00 | Паола Еспіноса (MEX)                     | 377.15 |
| Синхронний трамплін, 3 метри | У Мінься (CHN) Хе Цзи (CHN)     | 356.40 | Емілі Гейманс (CAN) Дженніфер Абель (CAN) | 313.50 | Анабель Сміт (AUS) Шарлін Страттон (AUS) | 306.90 |
| Синхронна вишка, 10 метрів   | Ван Хао (CHN) Чень Жолінь (CHN) | 362.58 | Александра Кроак (AUS) Мелісса Ву (AUS)   | 325.92 | Крістін Штоєр (GER) Нора Субшінскі (GER) | 316.29 |